# یال‌رود
یالرود، روستایی است از توابع بخش بلده شهرستان نور در استان مازندران ایران. در گذشته دهستان یالرود یکی از نه۹ تقسیم شهرستان نور که شامل هفده روستا میشد تعدادی از ملکان و اسپهبدان پادوسبانی رویان در این محل سکونت و حکومت میکردند که آخرین آنها اسفندیاربن کاووس بن کیومرث در یک مقبره قدیمی که بالغ بر ۵۵۰ سال قدمت دارد در این محل جای دارد ، یالرود در گذشته ساکنانی داشت که هر دوازده ماه سال در این محل زندگی میکردند ولی در سالها و دهه های اخیر تبدیل به یک محل خوش آب و هوا در تابستان تبدیل شده و در دیگر ماههای سال تقریبا فاقد سکنه یا خیلی کم جمعیت است.

## جمعیت
این روستا در دهستان شیخ فضل‌الله نوری قرار دارد و براساس سرشماری مرکز آمار ایران در سال ۱۳۸۵، جمعیت آن ۱۵۳ نفر (۴۷خانوار) بوده‌است.

## مشاهیر
- محمدتقی نوری مازندرانی ، میرزا حسین نوری
- اسماعیل وزیر یال‌رودی، پدر آسیه‌خانم نواب و پدرزن بهاءالله، از ملاکان و زمین‌داران بزرگ شمال.
- آسیه‌خانم، همسر بهاءالله و مادر عبدُالبهاء، ورقهٔ عُلیا و غُصنِ اَطهَر، متولد روستای یال‌رود بود.
- دکتر عبدالله بهزادی(شاعر)
- میرزا رضا بهزادی یالرودی (شاعر)

## جاذبه های طبیعی
- با توجه به جغرافیای طبیعی روستا، میتوان به  قلل مرتفع قله شکرلقاس(ناظر بزرگ) دسترسی از روستای حطر(هتر) ، چپکرو Chapakru ، دوخواهران ، تخت خرس ، کهو ، مرتع کوشکک و کوه پَلَک  و آبشار یالرود و همچنین مسیر قدیم یالرود به تهران ، تکیه سیدالشهدا(ع) یالرود،کاروانسراهای یالرود، [[مسجد جامع یالرود]] ، مسجد بازار یالرود ، رودخانه کوشکک ، [[مقبره اسفندیار ابن کاوس ابن کیومرث ابن بیستون]]، قبرستان گبری (فتح آباد یالرود) و امام زاده صالح و محسن و حسین اشاره نمود.